# Metzingen
Metzingen ist eine baden-württembergische Mittelstadt am Fuß der Schwäbischen Alb nahe Reutlingen. Sie gehört zur Region Neckar-Alb und zur europäischen Metropolregion Stuttgart. Sie ist nach Reutlingen die zweitgrößte Stadt des Landkreises Reutlingen und bildet ein Mittelzentrum für die umliegenden Gemeinden innerhalb der Region Neckar-Alb. Metzingen ist überregional vor allem durch die zahlreichen „Outlets“ bekannt. Seit 1. Oktober 1990 ist Metzingen Große Kreisstadt. Metzingen ist mit einem Großteil seiner Gemarkung (80,2 %) Teil des Biosphärengebiets Schwäbische Alb.

## Geographie

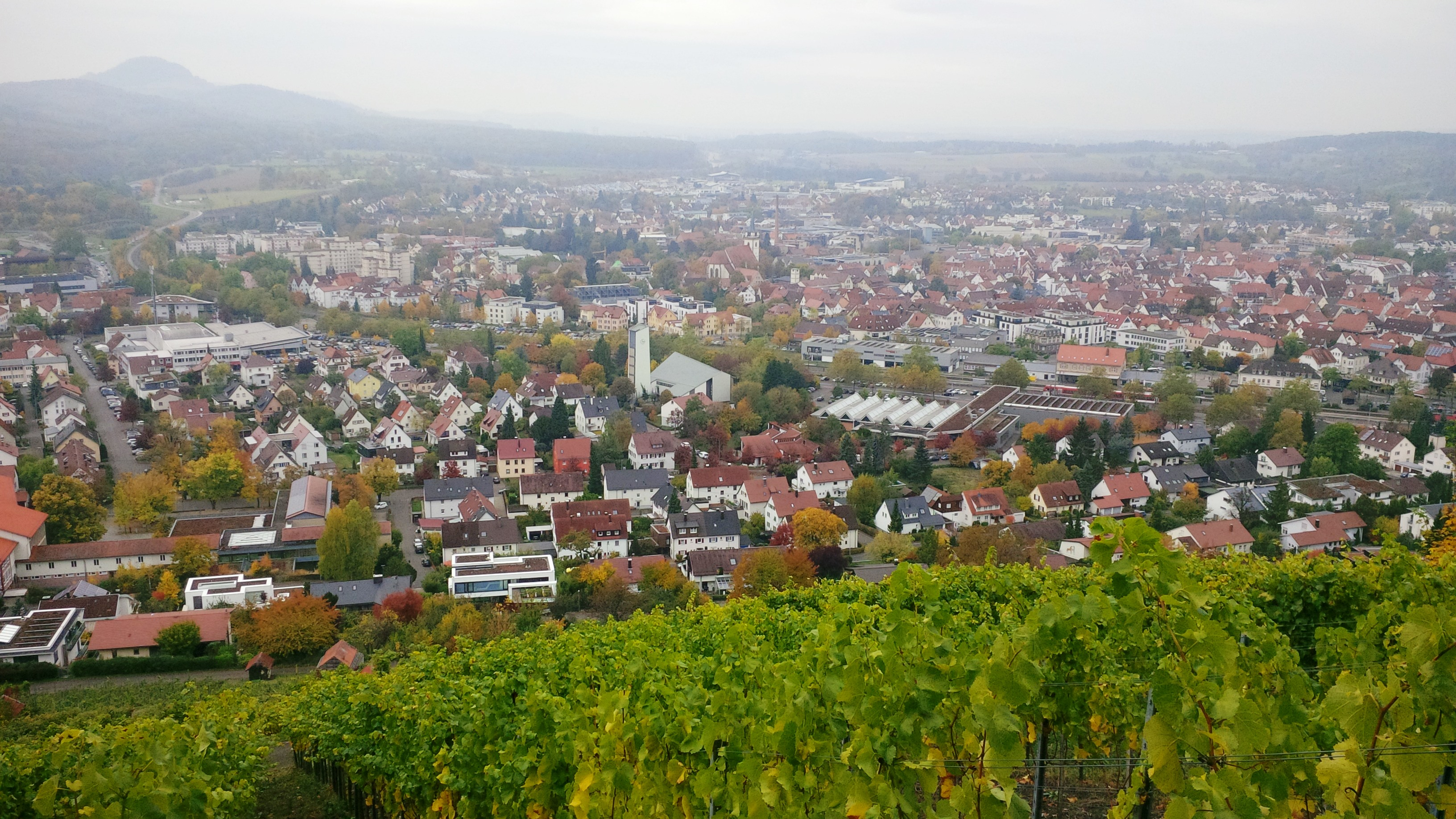
Metzingen vom „Weinberg“ aus gesehen

### Geographische Lage
Die Stadt Metzingen liegt am Eingang zum Ermstal, umgeben von Weinbergen und für diese Region typischen Streuobstwiesen. Sie liegt etwa 30 Kilometer südlich von Stuttgart. Die Nachbarstadt im Westen ist Reutlingen. Sie ist sieben Kilometer entfernt.
Der höchste Punkt der Gemarkung wird am Albtrauf mit
804,6 m ü. NHN etwas südlich des Segelfluggeländes Roßfeld gemessen, der niedrigste Punkt mit 323,4 m ü. NHN an der Erms beim Austritt aus dem Stadtgebiet.

### Geologie
Metzingen ist umgeben von Vulkanbergen und dem Trauf der Schwäbischen Alb. Das Juragebirge ist reich an Fossilien aus dem Urmeer. In etwa 6 km Entfernung befindet sich die Achalm (706,5 m ü. NHN), ein Zeugenberg, der durch den Rückzug des Albtraufs entstand. Im Nordosten ist der Jusi (672,6 m ü. NHN) beim Nachbarort Kohlberg ein mit Wacholderheiden bewachsener Aussichtsberg und der größte Vulkanschlot des Schwäbischen Vulkans.

### Nachbargemeinden
Folgende Städte und Gemeinden grenzen an die Stadt Metzingen, sie werden im Uhrzeigersinn beginnend im Norden genannt und gehören zum Landkreis Reutlingen bzw. zum Landkreis Esslingen¹:
Riederich, Grafenberg, Kohlberg ¹, Neuffen ¹, Dettingen an der Erms, St. Johann, Eningen unter Achalm und Reutlingen.

### Stadtgliederung
Die Stadt Metzingen besteht aus den drei Stadtteilen Metzingen, Metzingen-Glems und Metzingen-Neuhausen, die Stadtteile sind räumlich identisch mit den Gemarkungen der bis in die 1970er Jahre selbstständigen Gemeinden. Die drei Stadtteile bilden zugleich Wohnbezirke im Sinne der baden-württembergischen Gemeindeordnung und in den Grenzen der beiden Stadtteile Metzingen-Glems und Metzingen-Neuhausen ist jeweils eine Ortschaft mit eigenem Ortschaftsrat und Ortsvorsteher als dessen Vorsitzender eingerichtet. In den Ortschaften befinden sich jeweils eigene Verwaltungsstellen mit den Aufgaben einer Geschäftsstelle des Bürgermeisteramtes.
Zum Stadtteil Metzingen gehören die Stadt Metzingen, das Gehöft Korrenhof und die Häuser Elektrizitätswerk, Schieferwerk und Weimerstal. Zum Stadtteil Metzingen-Glems gehört das Dorf Glems. Zum Stadtteil Metzingen-Neuhausen gehört das Dorf Neuhausen an der Erms.
Im Stadtgebiet liegen die Wüstungen Brenningen (im Stadtteil Metzingen) ein nicht näher benanntes Gehöft, das im 14. Jahrhundert als Propstei des Klosters Zwiefalten diente und vermutlich im Zeitraum nach 1485 verlassen wurde (im Stadtteil Metzingen-Neuhausen) und die Ortschaften Unterer Hof und Oberer Hof im Stadtteil Metzingen-Glems.
Ferner gibt es auch Wohngebiete mit eigenem Namen, deren Bezeichnungen sich im Laufe der Bebauung ergeben haben und deren Grenzen dann meist nicht genau festgelegt sind. Hierzu gehören die Haugenrainsiedlung und Neugreuth.

### Raumplanung
Metzingen bildet ein Mittelzentrum innerhalb der Region Neckar-Alb, zu dessen Mittelbereich neben Metzingen selbst die Städte und Gemeinden Bad Urach, Dettingen an der Erms, Grabenstetten, Grafenberg, Hülben, Riederich und Römerstein des Landkreises Reutlingen gehören.

### Schutzgebiete
Der Nordosten der Stadtfläche um den Floriansberg, die Kuppen von Weinberg und Hofbühl sowie der Albtrauf um Glems gehören zum Landschaftsschutzgebiet Reutlinger und Uracher Alb. Zudem hat die Stadt Anteile an den FFH-Gebieten Albvorland bei Mössingen und Reutlingen und Uracher Talspinne sowie am Vogelschutzgebiet Mittlere Schwäbische Alb.
Etwa drei Viertel der Stadtfläche gehören zum Biosphärengebiet Schwäbische Alb. Eine Kernzone ist am Albtrauf östlich von Glems ausgewiesen.

## Geschichte

### Metzingen
Auf dem Gebiet des heutigen Metzingen befand sich ein römischer Vicus, dessen Reste am Ermsufer in den Fluren Auf Mauren, Roih und Baumgartenwasen gefunden wurden. Der Name dieser Siedlung war aufgrund eines Inschriftenfunds Vicus Armis(s)ium. Die Inschrift erwähnt „Tempelgenossen von der Erms“ (confanesses armisses, zu lesen als confanenses armis(s)enses). Der Vicus ging mit dem Limesfall unter, die Besiedlung Metzingens in der Völkerwanderungszeit ist unklar.
Das mittelalterliche Metzingen wurde 1075 zum ersten Mal urkundlich erwähnt und ging 1089 zur Hälfte an die Grafen von Grüningen. 1317 kam es an die Grafen von Württemberg. 1489 machte Graf Eberhard im Bart Metzingen zum Sitz eines Unteramts innerhalb des Amts Urach. 1562 wurde das Rathaus gebaut. Begünstigt durch das milde Klima wurde in Metzingen Wein angebaut, was um 1600 zu rasch zur Vergrößerung des Wohlstands führte. Im Dreißigjährigen Krieg brannte Metzingen nach der Schlacht bei Nördlingen 1634 zur Hälfte ab; auch das Rathaus und Teile der Kelter wurden zerstört. Kurze Zeit brach die Pest aus, durch die zwei Drittel der Bevölkerung starben. Von 1635 bis 1648 war das Dorf – mit kurzen Unterbrechungen – Teil der Pfandschaft Achalm und damit vorderösterreichisch. Erst mit dem Westfälischen Frieden kam Metzingen zu Württemberg zurück.

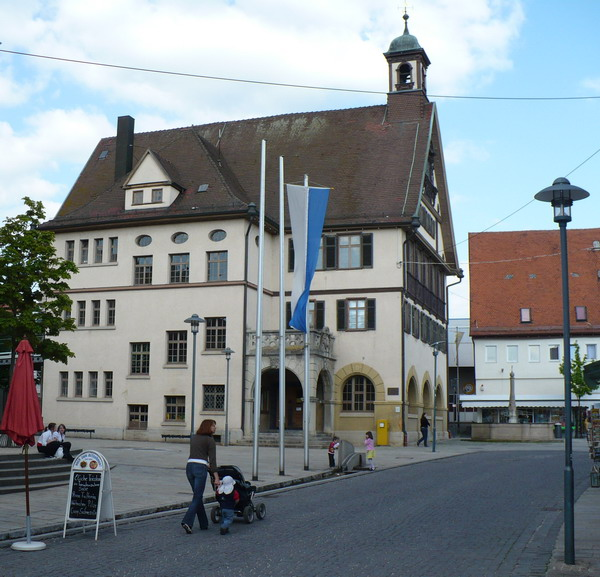
Rathaus von 1668

Nach 1700 siedelten sich die ersten Textilbetriebe und Gerbereien in Metzingen an. Durch die Industrialisierung kam es um 1800 zu einem raschen Bevölkerungswachstum. 1820/1824 wurden die ersten Textilfabriken in Metzingen gebaut. Die Fertigung von Lederhandschuhen hat eine lange Tradition.
Bei der Verwaltungsreform des Königreichs Württemberg am Anfang des 19. Jahrhunderts blieb Metzingen bis 1938 Bestandteil des Oberamts Urach. 1831 verlieh König Wilhelm I. auf Bitten der Zunftvorsteher Metzingen die Stadtrechte.
Missernten und eine schlechte Ernährungslage hemmten die Entwicklung in den Dreißiger- und Vierzigerjahren des 19. Jahrhunderts. Zahlreiche Einwohner wanderten nach Amerika aus. 1859 wurde Metzingen mit dem ersten Abschnitt der Bahnstrecke Plochingen–Immendingen an das Netz der Königlich Württembergischen Staats-Eisenbahnen angeschlossen, was zu einem Aufschwung der lokalen Wirtschaft führte.
Nach dem Ersten Weltkrieg beklagte die Stadt 192 Vermisste und Gefallene. Durch die  Weltwirtschaftskrise mussten viele Betriebe schließen.
Während der NS-Zeit wurde 1933 unter anderem die in Metzingen stark vertretene KPD aufgelöst und die NSDAP erhielt die Mehrzahl der Mandate im Gemeinderat. Das Oberamt Urach, das seit 1934 Kreis Urach hieß, wurde aufgelöst. Metzingen kam zum Landkreis Reutlingen. Auf dem Säbühl wurde eine Gaubeamtenschule eingerichtet, zumindest eine jüdische Familie wurde deportiert.
Am 19. April 1945 fiel Metzingen kampflos an die Amerikaner; wenige Tage später trafen die Franzosen ein. Insgesamt fielen im Zweiten Weltkrieg über 500 Einwohner Metzingens. 1945 wurde Metzingen Teil der französischen Besatzungszone. Ab 1947 gehörte die Stadt zu Württemberg-Hohenzollern und ab 1952 zum Regierungsbezirk Südwürttemberg-Hohenzollern im neu gegründeten Land Baden-Württemberg.
Bei der Gebietsreform der 1970er Jahre wurden die Nachbarorte Neuhausen an der Erms am 1. April 1971 und Glems am 1. Januar 1975 eingemeindet. Damit erhielt das Stadtgebiet seine heutige Ausdehnung. Die Einwohnerzahl Metzingens überschritt 1990 20.000. Die Stadtverwaltung stellte den Antrag auf Erhebung zur Großen Kreisstadt, dem die Landesregierung von Baden-Württemberg mit Wirkung vom 1. Oktober 1990 stattgab.

### Glems

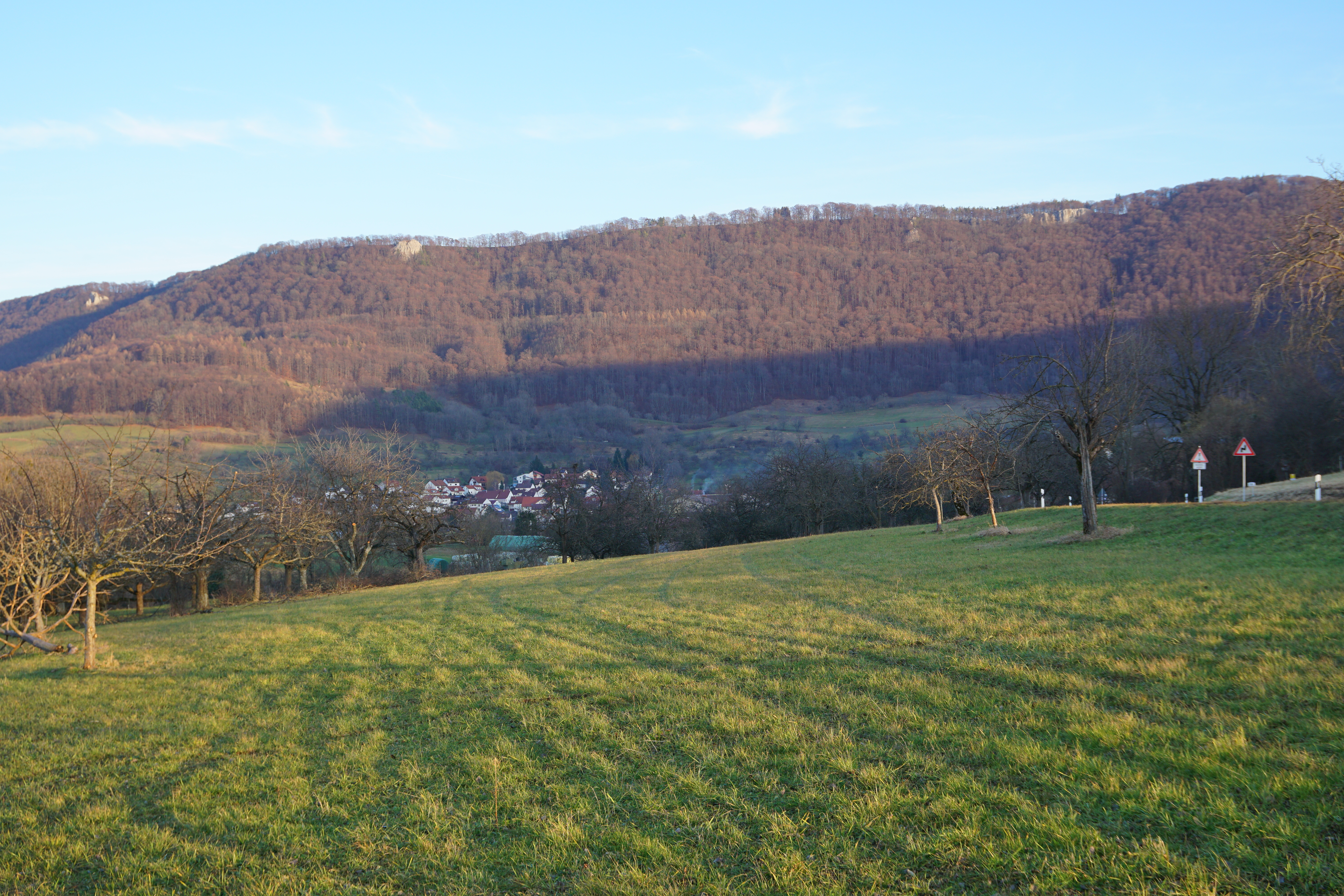
Metzingen-Glems

Das am Albtrauf gelegene Dorf Glems wurde 1254 als „villa Glems“ erstmals urkundlich erwähnt. Vermutlich war es eine Tochtersiedlung des benachbarten Dettingen an der Erms und gehörte zunächst zur Grafschaft Urach. Kurze Zeit später kam es an die Grafen von Württemberg und gehörte zum Unteramt Dettingen innerhalb des Amtes bzw. Oberamtes Urach. 1938 kam der Ort zum Landkreis Reutlingen.

### Neuhausen
Neuhausen wurde 1089 als „Niuwinhusin“ erstmals erwähnt. Damals schenkten die Brüder Graf Kuno und Liutold von Achalm Teile des Ortes als Gründungsausstattung an das Kloster Zwiefalten. 1431 verkaufte auch Heinrich Truchseß zu Neuhausen seinen Besitz dem Kloster, das somit das Gericht und die Vogtei über das Dorf innehatte. Im 15. Jahrhundert fasste allmählich Württemberg Fuß im Ort, doch blieben Vogtei und Obrigkeit weiterhin beim Kloster. Erst 1750 ging die Herrschaft auf Württemberg über, als das Kloster Zwiefalten zum Erwerb der Reichsunmittelbarkeit das Dorf neben anderen Besitzungen an Herzog Karl Eugen von Württemberg verkaufte. Danach gehörte Neuhausen zum Oberamt Urach. 1938 kam der Ort zum Landkreis Reutlingen.

### Einwohnerentwicklung
Einwohnerzahlen nach dem jeweiligen Gebietsstand. Die Zahlen sind Volkszählungsergebnisse (¹) oder amtliche Fortschreibungen der jeweiligen Statistischen Ämter (nur Hauptwohnsitze).
| Jahr / Datum   | Einwohner |
| -------------- | --------- |
| 1383           | 150       |
| 1470           | 1.230     |
| 1598           | 2.030     |
| 1661           | 1.196     |
| 1763           | 2.214     |
| 1803           | 3.146     |
| 1849           | 4.371     |
| 1861           | 4.318     |
| 1. Dez. 1871¹  | 4.706     |
| 1. Dez. 1880¹  | 5.360     |
| 1. Dez. 1900¹  | 5.460     |
| 1. Dez. 1910¹  | 6.337     |
| 16. Juni 1925¹ | 6.587     |
| 16. Juni 1933¹ | 7.041     |
| 17. Mai 1939¹  | 7.752     |

| Datum          | Einwohner |
| -------------- | --------- |
| 13. Sep. 1950¹ | 9.660     |
| 6. Juni 1961¹  | 11.819    |
| 27. Mai 1970¹  | 14.475    |
| 31. Dez. 1975  | 19.224    |
| 31. Dez. 1980  | 19.473    |
| 25. Mai 1987¹  | 19.468    |
| 31. Dez. 1990  | 20.754    |
| 31. Dez. 1995  | 21.447    |
| 31. Dez. 2000  | 21.679    |
| 31. Dez. 2005  | 21.983    |
| 31. Dez. 2010  | 22.035    |
| 31. Dez. 2015  | 21.612    |
| 31. Dez. 2020  | 22.117    |

¹ Volkszählungsergebnis

## Religionen

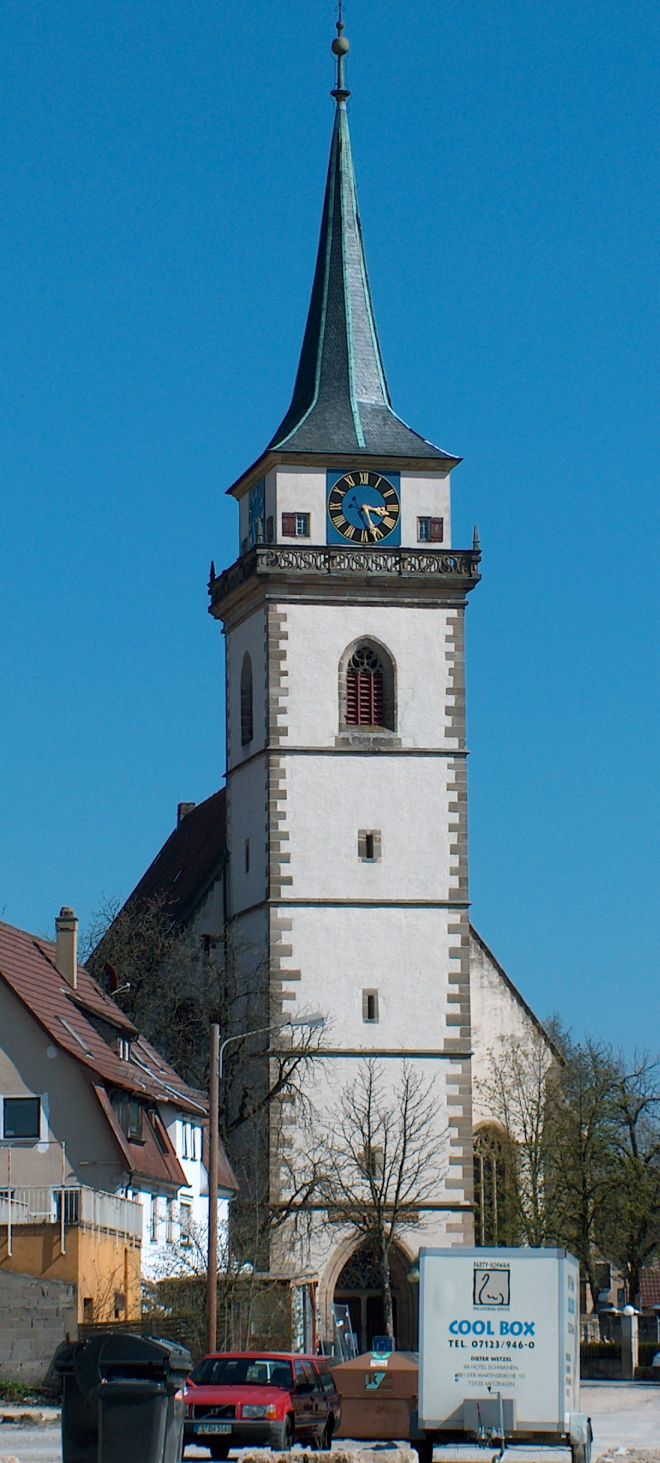
Martinskirche

### Evangelische Kirche
Metzingen gehörte anfangs zum Bistum Konstanz und war dem Archidiakonat „circa Alpes“, Landkapitel Urach-Reutlingen unterstellt. Infolge der Zugehörigkeit zu Württemberg wurde im Ort 1537 die Reformation eingeführt. Danach war Metzingen über viele Jahrhunderte überwiegend protestantisch.
Die Kirchengemeinde Metzingen wuchs durch Zuzug nach dem Zweiten Weltkrieg stark an. So wurde 1960 die Friedenskirche erbaut, die 1965 zur Pfarrei erhoben wurde. Eine weitere Pfarrei entstand in Neugreuth 1971 für einige Jahrzehnte bis zu ihrer Auflösung Anfang der 2000er Jahre. Die zunächst drei, nunmehr zwei Kirchengemeinden Martinskirche und Friedenskirche-Neugreuth bilden heute die evangelische Gesamtkirchengemeinde Metzingen.
Auch in Glems wurde infolge der Zugehörigkeit des Ortes zu Württemberg die Reformation eingeführt. Bis 1518 hatte der Ort kirchlich noch zu Dettingen gehört, dann wurde er vorübergehend eigene Pfarrei, die jedoch kurz nach der Reformation wieder aufgehoben wurde. Danach wurde der Ort der neu eingerichteten Pfarrei Neuhausen zugeteilt.
In Neuhausen an der Erms wurde ebenfalls die Reformation eingeführt. Kirchlich gehörte der Ort zu Dettingen. Eine Kapelle Zu Unserer Lieben Frau wird jedoch bereits im 14. Jahrhundert erwähnt. Nach der Reformation wurde Neuhausen Sitz einer eigenen Pfarrei, die auch den Nachbarort Glems betreute.
Die heutigen Metzinger evangelischen Kirchengemeinden (Gesamtkirchengemeinde, Glems und Neuhausen) gehören zum Kirchenbezirk Bad Urach-Münsingen der Evangelischen Landeskirche in Württemberg.

### Römisch-katholische Kirche

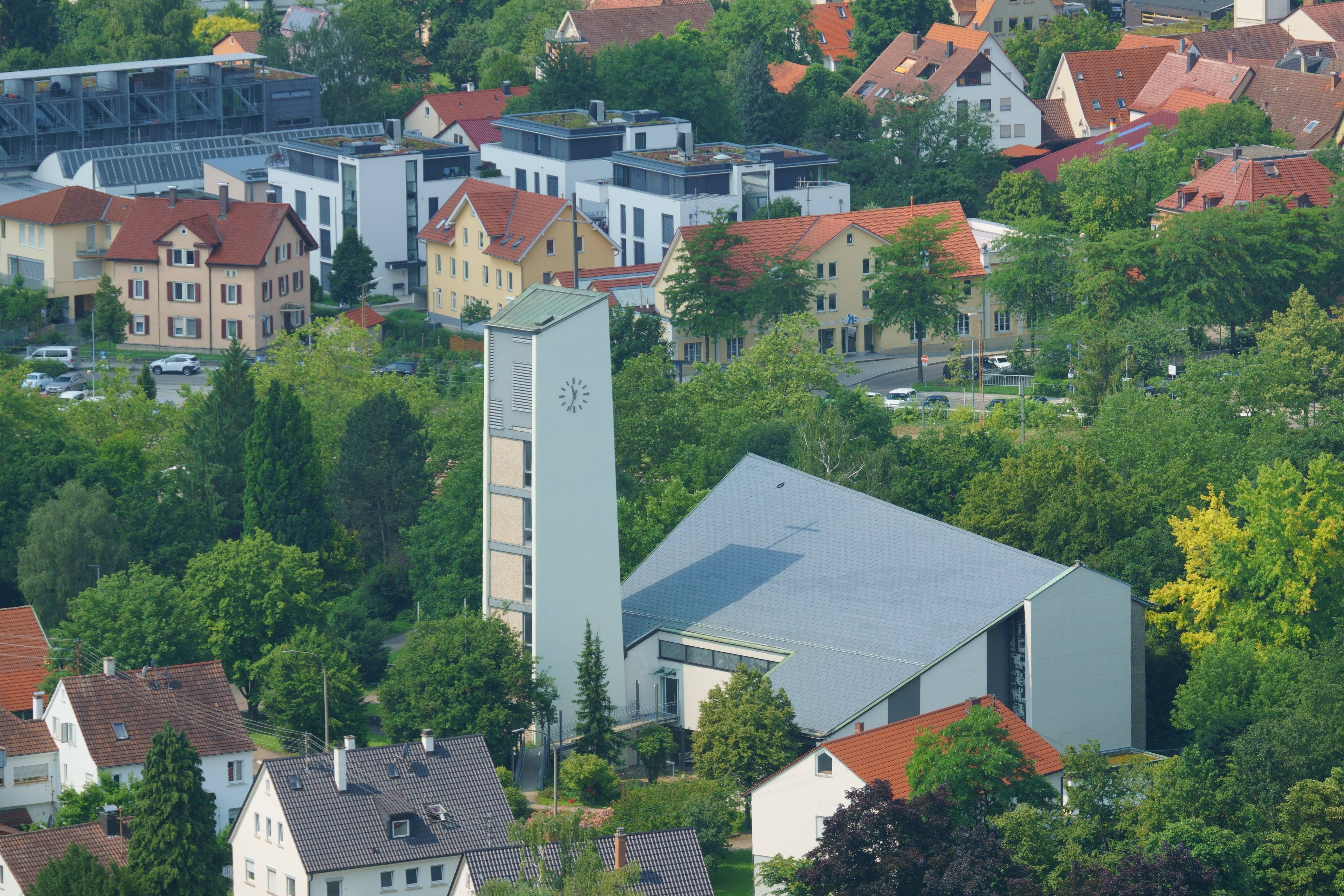
Kirche St. Bonifatius

Im 19. Jahrhundert zogen vermehrt Katholiken nach Metzingen. Im Jahr 1860 gab es in Metzingen 100 Katholiken. Die Gemeinde konnte 1881 ihre eigene Kirche St. Bonifatius bauen. 1909 wurde die Gemeinde zur Pfarrei erhoben. Das kleine Kirchlein, das dort stand, wo heute das Outletviertel ist, war inzwischen viel zu klein und wurde 1959 durch einen Neubau im Neubaugebiet Ösch ersetzt. Das alte Kirchlein musste einer Straße weichen und wurde 1964 abgerissen. Es ist davon nur noch das alte Turmkreuz übrig und zwei Kirchenfenster der Heiligen Petrus und Paulus, die im katholischen Gemeindehaus Peter und Paul in Grafenberg eingebaut wurden. Zur Kirchengemeinde St. Bonifatius mit ihren ca. 6.200 Gemeindemitgliedern gehören auch die Katholiken der Metzinger Ortsteile Glems und Neuhausen sowie die in den beiden Kommunen Riederich und Grafenberg. Sie gehört zum Dekanat Reutlingen-Zwiefalten des Bistums Rottenburg-Stuttgart.

### Evangelische Freikirchen
Auch verschiedene Freikirchen sind in Metzingen mit eigenen Gemeinden vertreten. Hierzu gehören eine Evangelisch-Freikirchliche Gemeinde (Baptisten), eine Evangelisch-methodistische Kirche, eine Freie Evangelische Versammlung sowie eine Unabhängige Baptistengemeinde.

### Neuapostolische Kirche
Eine Gemeinde der „Neuapostolischen Kirche“, KdöR, gibt es in der Chr.-Völter-Str. 25.

### Weitere Religionsgemeinschaften
Darüber hinaus sind auch die Zeugen Jehovas mit zwei Versammlungen vertreten.
Unter dem Dachverband DİTİB betreibt die Türkisch Islamische Gemeinde zu Metzingen e. V. die Moschee Ayasofya Camii.

## Politik

### Verwaltungsgemeinschaft
Zwischen der Stadt Metzingen und den Gemeinden Riederich und Grafenberg besteht seit 1. Juli 1975 eine Verwaltungsgemeinschaft.

### Gemeinderat
In Metzingen wird der Gemeinderat nach dem Verfahren der unechten Teilortswahl gewählt. Dabei kann sich die Zahl der Gemeinderäte durch Überhangmandate verändern. Der Gemeinderat in Metzingen besteht aus den gewählten 22 (2019: 25) ehrenamtlichen Gemeinderäten und der Oberbürgermeisterin als Vorsitzende. Die Oberbürgermeisterin ist im Gemeinderat stimmberechtigt. Die Kommunalwahl am 9. Juni 2024 führte zu folgendem vorläufigen Endergebnis.
| Parteien und Wählergemeinschaften | Parteien und Wählergemeinschaften           | % 2024  | Sitze 2024 | % 2019 | Sitze 2019 | Kommunalwahl 2024 %403020100 37,86 % (+6,76 %p)24,13 % (−1,07 %p)21,68 % (−2,82 %p)10,83 % (−0,47 %p)5,5 % (−2,4 %p) FWCDUGrüneFDPSPD20192024 |
| FW                                | Freie Wählervereinigung                     | 37,86   | 9          | 31,1   | 8          | Kommunalwahl 2024 %403020100 37,86 % (+6,76 %p)24,13 % (−1,07 %p)21,68 % (−2,82 %p)10,83 % (−0,47 %p)5,5 % (−2,4 %p) FWCDUGrüneFDPSPD20192024 |
| CDU                               | Christlich Demokratische Union Deutschlands | 24,13   | 5          | 25,2   | 6          | Kommunalwahl 2024 %403020100 37,86 % (+6,76 %p)24,13 % (−1,07 %p)21,68 % (−2,82 %p)10,83 % (−0,47 %p)5,5 % (−2,4 %p) FWCDUGrüneFDPSPD20192024 |
| GRÜNE                             | Bündnis 90/Die Grünen                       | 21,68   | 5          | 24,5   | 6          | Kommunalwahl 2024 %403020100 37,86 % (+6,76 %p)24,13 % (−1,07 %p)21,68 % (−2,82 %p)10,83 % (−0,47 %p)5,5 % (−2,4 %p) FWCDUGrüneFDPSPD20192024 |
| FDP                               | Freie Demokratische Partei                  | 10,83   | 2          | 11,3   | 3          | Kommunalwahl 2024 %403020100 37,86 % (+6,76 %p)24,13 % (−1,07 %p)21,68 % (−2,82 %p)10,83 % (−0,47 %p)5,5 % (−2,4 %p) FWCDUGrüneFDPSPD20192024 |
| SPD                               | Sozialdemokratische Partei Deutschlands     | 5,5     | 1          | 7,9    | 2          | Kommunalwahl 2024 %403020100 37,86 % (+6,76 %p)24,13 % (−1,07 %p)21,68 % (−2,82 %p)10,83 % (−0,47 %p)5,5 % (−2,4 %p) FWCDUGrüneFDPSPD20192024 |
| gesamt                            | gesamt                                      | 100,0   | 22         | 100,0  | 25         | Kommunalwahl 2024 %403020100 37,86 % (+6,76 %p)24,13 % (−1,07 %p)21,68 % (−2,82 %p)10,83 % (−0,47 %p)5,5 % (−2,4 %p) FWCDUGrüneFDPSPD20192024 |
| Wahlbeteiligung                   | Wahlbeteiligung                             | 53,46 % | 53,46 %    | 51,3 % | 51,3 %     | Kommunalwahl 2024 %403020100 37,86 % (+6,76 %p)24,13 % (−1,07 %p)21,68 % (−2,82 %p)10,83 % (−0,47 %p)5,5 % (−2,4 %p) FWCDUGrüneFDPSPD20192024 |

Seit 2000 hat Metzingen einen Jugendgemeinderat mit aktuell 18 Mitgliedern.

### Bürgermeister
An der Spitze der Gemeinde Metzingen stand zunächst der von der Herrschaft eingesetzte Schultheiß. Im 15. Jahrhundert wurde der Schultheiß mehr und mehr vom Beamten des Amtes Urach verdrängt. Im 19. Jahrhundert gab es dann einen Schultheiß. Ab 1934 wurde das Stadtoberhaupt als Bürgermeister bezeichnet und seit der Erhebung zur Großen Kreisstadt 1990 trägt das Stadtoberhaupt die Amtsbezeichnung Oberbürgermeister. Dieser wird heute für eine Amtszeit von acht Jahren gewählt.
Dieter Hauswirth wurde 1999 gewählt, seine zweite Amtszeit hätte regulär am 30. Juni 2015 geendet. Am 31. August 2008 kündigte jedoch Hauswirth nach einem Bürgerentscheid, der einen weiteren Logistikbau der in Metzingen ansässigen Firma Hugo Boss AG untersagte, seinen Rücktritt zum Jahresende an. Als Nachfolger wurde Ulrich Fiedler am 8. Februar 2009 mit 93 Prozent der abgegebenen gültigen Stimmen bei einer Wahlbeteiligung von 40,9 Prozent im zweiten Wahlgang gewählt. 2017 wurde er wiedergewählt. Nachdem Fiedler am 1. Februar 2021 zum neuen Landrat des Landkreises Reutlingen gewählt worden war, wurde Carmen Haberstroh im ersten Wahlgang am 2. Mai 2021 mit 77,7 Prozent der Stimmen zu seiner Nachfolgerin gewählt.
| - 1804–1822: Christian Friedrich Kuhorst - 1822–1837: Georg Friedrich Gußmann - 1837–1864: Jakob Michael Beck - 1864–1878: Christian Hess - 1878–1910: Friedrich Caspar - 1910–1934: Wilhelm Carl - 1934–1937: Ernst Neuhaus - 1938–1946: Otto Dipper | - 1946–1949: Gottlob Prechtl - 1949–1955: Willi Schmid - 1955–1961: Otto Dipper - 1961–1983: Eduard Kahl - 1983–1999: Gotthard Herzig - 1999–2008: Dieter Hauswirth - 2009–2021: Ulrich Fiedler - seit 2021: Carmen Haberstroh |

### Wappen

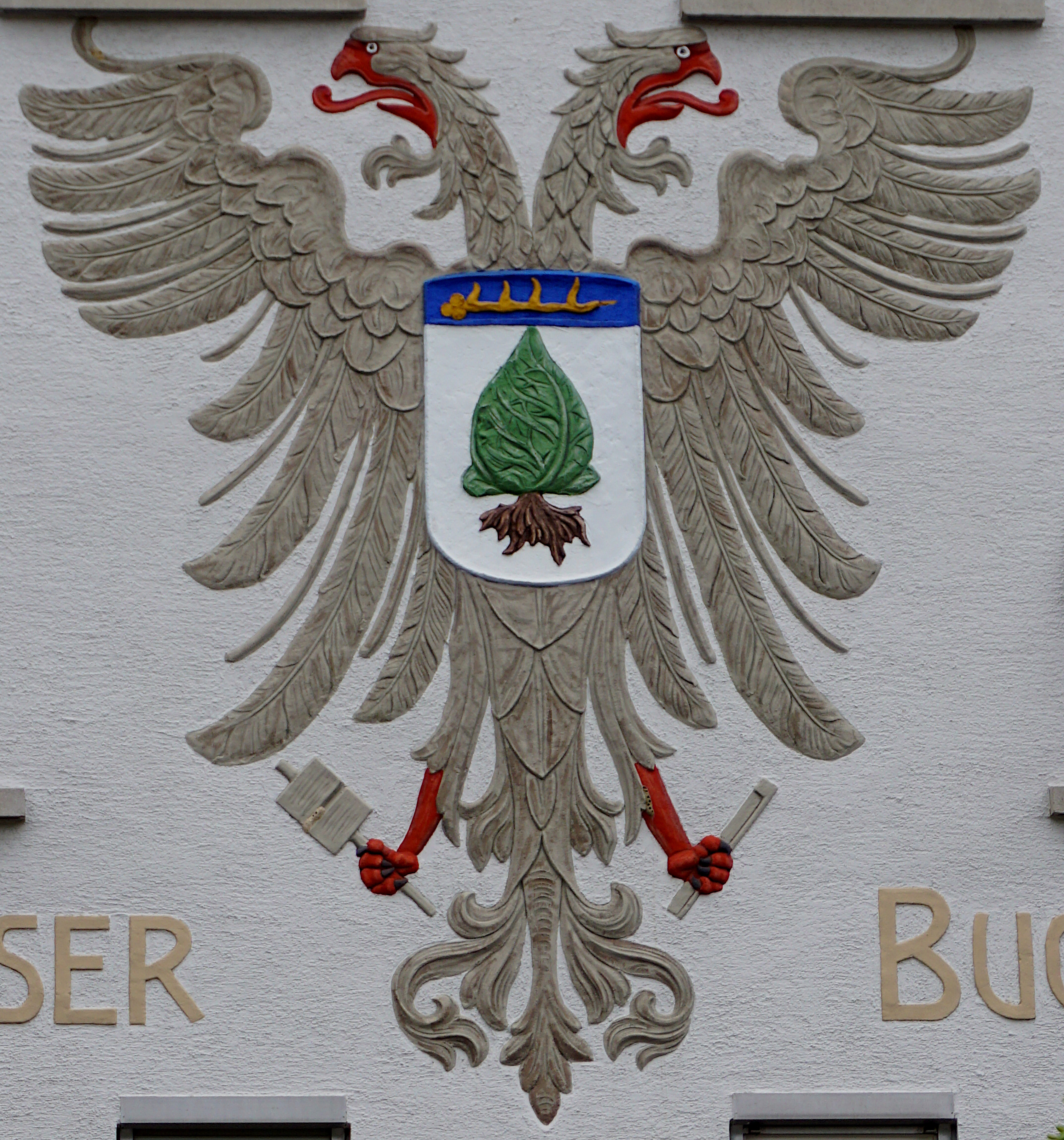
Das Wappen von Metzingen an einer Hauswand

Das Wappen der Stadt Metzingen zeigt unter goldenem Schildhaupt, darin eine schwarze liegende Hirschstange, in Silber einen grünen Kohlkopf, von den Metzingern gut schwäbisch als Krauthäuptle bezeichnet. Die Stadtflagge ist blau-weiß.
Das Wappen wurde der Gemeinde durch Herzog Johann Friedrich von Württemberg 1616 verliehen. Die Hirschstangen symbolisieren die Zugehörigkeit zu Württemberg. Der Kohlkopf wurde schon zuvor in einem Signet des Gerichts und der Heimbürgen geführt. Die Herkunft ist jedoch nicht bekannt. Die Flagge wurde im 19. Jahrhundert eingeführt.

### Wappen der eingemeindeten Gemeinden
Datum der Eingemeindung
| Glems          | Neuhausen an der Erms |
| -------------- | --------------------- |
| 1. Januar 1975 | 1. April 1971         |

### Städtepartnerschaften
Metzingen unterhält folgende Städtepartnerschaften:
- Noyon in Frankreich, seit 1979
- Hexham in England, seit 1989
- Nagykálló in Ungarn, seit 1992

## Kultur und Sehenswürdigkeiten

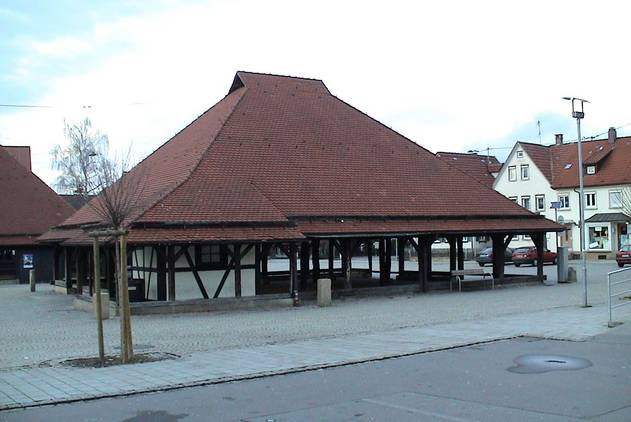
Eine der sieben Keltern

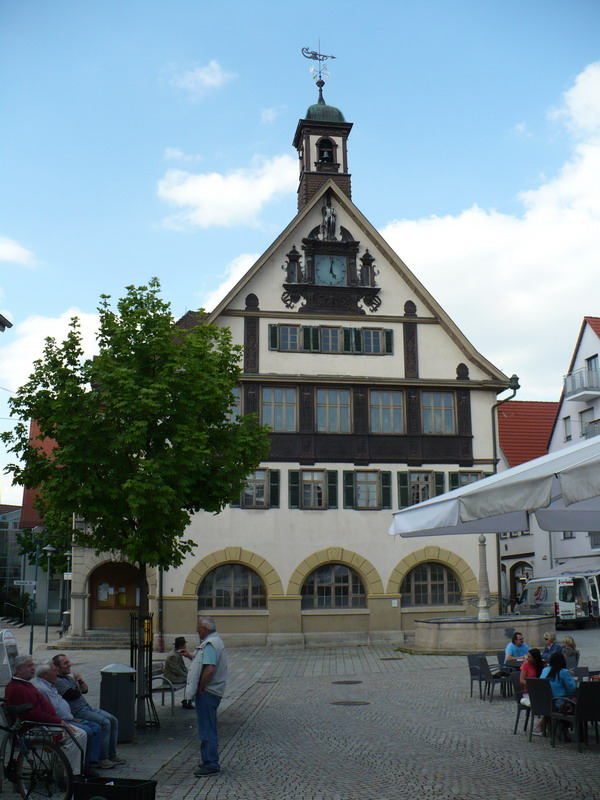
Rathaus von 1668

Kunstmarkt am Pfingstwochenende (2006)

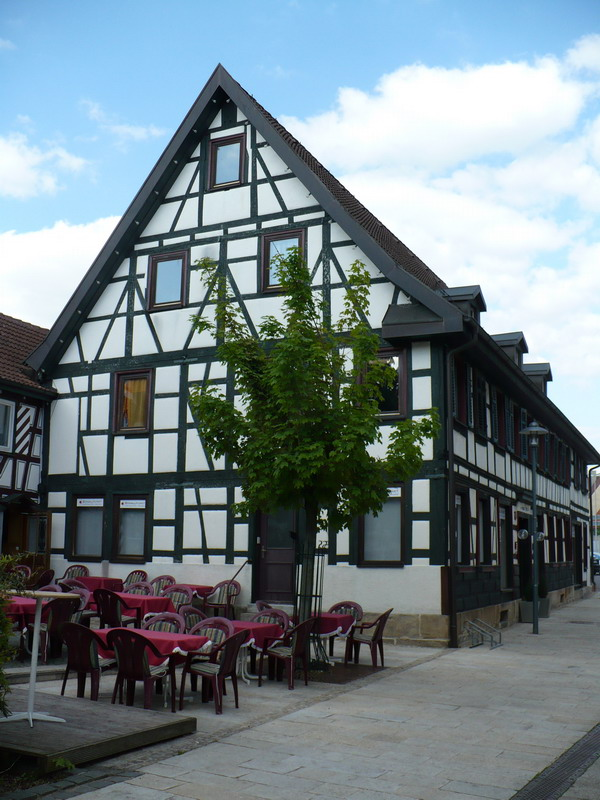
Alte Apotheke

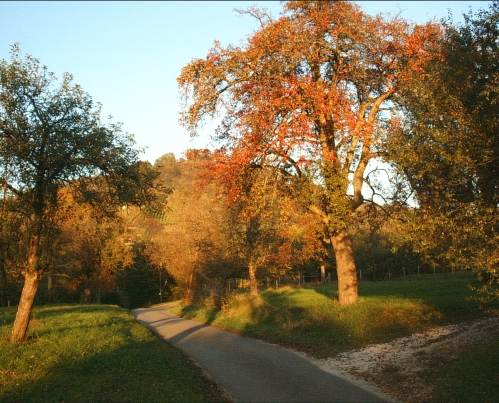
Floriansberg mit Streuobstwiesen

### Bauwerke
Einen Überblick über die denkmalpflegerisch relevanten Bauten bietet die Liste der Kulturdenkmale in Metzingen.
Der Kelternplatz mit den sieben Keltern gilt als Wahrzeichen der Stadt; es handelt sich um die weltweit größte Ansammlung von Keltern auf einem Platz. Alle Keltern wurden aufwändig restauriert und dienen heute unterschiedlichen Zwecken. In der Inneren Heiligenkelter befindet sich die Vinothek, eine Verkaufsstelle der Weingärtnergenossenschaft, die Herrschaftskelter beherbergt das Weinbaumuseum, die Äußere Stadtkelter wird als Festkelter für verschiedenste Veranstaltungen genutzt. In der Inneren Heiligenkelter befinden sich mehrere Gastronomiebetriebe und in der Kalebskelter ist die Stadtbibliothek untergebracht. Die Ochsenkelter und die Äußere Heiligenkelter werden als offene Marktkeltern genutzt.
In Neuhausen stehen weitere drei Keltern in einer Reihe. Die Äußere Kelter wird von der Weingärtnergenossenschaft genutzt, die Mittlere Kelter beherbergt einen historischen Kelterbaum aus dem 17. Jahrhundert und die Innere Kelter dient den verschiedenen Neuhäuser Vereinen als Veranstaltungsraum. Auch in Glems steht eine ehemalige Kelter. Insgesamt gibt es im Stadtgebiet 11 Keltern, und zwei historische Baumkeltern (Kelterbäume) sind erhalten.
Das älteste erhaltene Wohngebäude Metzingens wurde dendrochronologisch ins Jahr 1452 datiert. Es ist als Pfleghof des Klosters Zwiefalten errichtet worden und mit einem Gewölbekeller ausgestattet. Das als Schlössle bezeichnete Gebäude ist das Stammhaus der Familie Völter, denn der langjährige Mädchenschulmeister Christoph Erhard Michael Völter lebte dort. In seiner Sitzung am 15. März 2007 hatte der Gemeinderat beschlossen, eine Abbruchgenehmigung für dieses stadtgeschichtlich interessante, aber vom Denkmalamt im Jahr 2006 aus dem Denkmalschutz genommene Haus zu erteilen. In der Folge führten zahlreiche Verhandlungen zwischen den Eigentümern, der Stadt und Angehörigen der Familien Völter zur Gründung der Völter-Stiftung, die das Grundstück erwarb und mittels der Vergabe eines Erbbaurechts zu gemeinnützigen Zwecken der Stadt Metzingen überließ, die im Jahr 2018 nach vollendeter Sanierung das „Familienzentrum Pfleghof“ einweihte.
Das Alte Rathaus Metzingen wurde 1668 erbaut. Der Marktbrunnen stammt von 1758. Die evangelische Martinskirche wurde 1613 fertiggestellt. Zu weiteren Kirchen siehe den Abschnitt Religionen.
Weitere Sehenswürdigkeiten sind das Eduard-Kahl-Bad und das Pumpspeicherwerk Glems.
Das Fabrikverkaufs-Gebiet am Rande der Innenstadt wird seit Beginn des 21. Jahrhunderts intensiv ergänzt und umgeordnet. Es stellt mittlerweile eine Mischung aus (teilweise renovierten) alten Industriegebäuden und modernen, sorgfältig gestalteten Neubauten mit puristischem „Fabrik-Charakter“ dar.
Die Neugestaltung des historischen Lindenplatzes als Verbindung zwischen Fabrikverkäufen und Innenstadt wurde im September 2005 abgeschlossen.
Im Gewerbegebiet Längenfeld wurde 2008 ein Distributionszentrum der Hugo Boss AG mit Sondergenehmigung in Bezug auf die Gebäudehöhe errichtet; die Planungen für ein zweites, als überdimensioniert angesehenes, Distributionszentrum im Gewerbegebiet Braike-Wangen wurden am 31. August 2008 per Bürgerentscheid gestoppt.

### Evangelische Kirchen

#### Martinskirche Metzingen
Die evangelische Martinskirche wurde um 1500 anstelle eines romanischen Vorgängerbaus errichtet. Im 15. Jahrhundert gab es ferner zwei Kapellen Zu Unserer Lieben Frau zu der Ruh und St. Bernhard. Eine Pfarrkirche St. Florinus stand auf dem gleichnamigen Berg, die jedoch bald nach 1482, als die Pfarrei mit der Schlosskapelle Tübingen vereinigt worden war, abgetragen wurde. Die heutige Martinskirche wurde als dreischiffige, flach gedeckte Hallenkirche mit netzgewölbtem Chor erbaut. Heinrich Schickhardt erhöhte den Turm 1613 auf 57 Meter. 1872/73 wurde die Kirche nach einem Entwurf von Oberbaurat Christian Friedrich von Leins im neugotischen Baustil umgestaltet. Der Reutlinger Architekt Manfred Wizgall entfernte 1962–64 die neugotischen Einbauten, Seitenemporen und Ausstattung. 1981 folgte eine Außenrenovierung, 1993 die Renovierung des Chores und 2004 des Schiffs. 1979 erhielt die Kirche eine neue Orgel.

#### Friedenskirche Metzingen
Vom Backnanger Architekt Otto Nußbaum wurde 1960 der Kirchenneubau samt rechtwinklig anschließendem Gemeindesaal sowie Wohn- und Kindergartenbau errichtet. Die künstlerische Gesamtkonzeption und deren Einzelkunstwerke stammen von Helmuth Uhrig: die Glasgestaltung der drei Fenster mit dem Erzengel-Zyklus in Grisailletechnik (Raphael mit Tobias, Gabriel mit Maria, Michael mit dem Drachen) und der vier Farbfenster des Paulus-Zyklus: vor dem Hohen Rat (Apg 23 ); Traum vom behütenden Engel (Apg 27,23 ); Dank und Brotbrechen (Apg 27,35 ); Paulus übersteht Schlangenbiss (Apg 28,2f ). Exklusiv hierfür wurde das so genannte Bernhardt-Glas verwendet, „das die Leuchtkraft von mittelalterlichen Glasmalereien erreicht und genauso undurchsichtig ist“.  Weitere Uhrig-Kunstwerke sind das Altarwand-Sgraffito, die Holzbildhauerarbeiten an der Kanzel und am Altarkreuz sowie die Paramente.

#### Kirche Glems
Der Ort erhielt nach einer baufälligen und zu kleinen Kapelle im Jahr 1762 einen Neubau, der später zur Kirche erweitert wurde. Trotz sparsamster Bauweise ohne richtiges Fundament steht sie heute noch, 1966/67 umfangreich renoviert und über dem Altar mit einem Farbglasfenster von Wolf-Dieter Kohler ausgestattet, das in kräftigen Farben ein „Erlöserbild“ (nach Jes 9,1  und Jes 60,1-2 ) darstellt: der Zug der Jammernden und Elenden, beginnend mit der Vertreibung aus dem Paradies, über den Brudermord hin zu Krippe und Kreuz. Über allem thront dann der Auferstandene als Pantokrator.

#### Zwölf-Apostel-Kirche Neuhausen
Die alte Marienkapelle wurde um 1570 zur Pfarrkirche ausgebaut und war den 12 Aposteln geweiht. Der Umbau in Rokokoformen zur Querkirche wurde 1750/1754 „fast identisch mit der Kirche in Stetten [im Remstal]“ vorgenommen. 1969 wurde die Kirche abgerissen und 1972 ein neues Gemeindezentrum mit der Zwölf-Apostel-Kirche erbaut. Der Turm der alten Kirche blieb als Campanile erhalten.

### Kino
Das kulturelle Angebot wird bereichert durch das Luna Filmtheater, seit April 2004 betrieben vom Stadtjugendring Urach e. V., der 1988 das Kino- und Kulturzentrum „forum 22“ in Bad Urach eröffnet hatte. Allerdings steht das Luna seit Anfang 2018 auf der Roten Liste der bedrohten Kultureinrichtungen des Deutschen Kulturrates. Der Mietvertrag mit der Eigentümerin, einer örtlichen Bank, lief Ende 2019 aus und sollte nur noch kurzfristig verlängert werden.

### Museen
In der Herrschaftskelter befindet sich seit 1979 das Weinbaumuseum Metzingen, welches im Jahr 2009 aufwendig saniert und umgestaltet wurde.
Im Stadtteil Glems gibt es seit 2004 ein Obstbaumuseum, dieses wurde zum 750-jährigen Bestehen des Ortsteils in der Kelter eingerichtet. Im Museum werden verschiedenste Themen des Obstbaus und der Kelterei dargestellt. Es ist auch möglich, im Herbst den Mostereibetrieb live zu erleben.

### Regelmäßige Veranstaltungen
- FIVE LIVE Kabarett (jährlich am 5. Januar)
- Osteraktion (Samstag vor Ostern)
- Kunstmarkt in Metzingen (Pfingsten)
- Metzinger Stadt- und Heimatfest (alle 3 Jahre; zuletzt 13.–15. Juli 2018)
- Weinkulturtag (erster Sonntag im September)
- Open Air Kino (letztes Sommerferienwochenende)
- Sieben-Keltern-Fest (dritte Woche im Oktober)
- Verkaufsoffener Sonntag (Sonntag zum Abschluss des Sieben-Keltern-Festes)
- Neuhäuser Weinfest (Anfang November)
- Glemser Kirbe (am Wochenende nach dem 11. November)
- Weihnachtsmarkt (zweites Adventswochenende, samstags auch Stände von Schulen, Vereinen u. Ä.)
- Krämermärkte Metzingen (Mai, September, November)
- Krämermärkte Neuhausen (Mai, Oktober)
- Maultaschenessen (jährlich am Welt-Lepra-Tag und am Erntedankfest)

### Sport
In Metzingen gibt es mehrere Sportvereine, die verschiedene Sportarten anbieten. Dazu gehören die TuS Metzingen, der TB Metzingen, der TV Neuhausen, der FC Neuhausen und der TSV Glems. Daneben gibt es noch einen Tennisverein und einen Tauchsportverein. Am erfolgreichsten sind derzeit die Handball-Erstligisten TuS Metzingen bei den Frauen (TuSsies) und der TV Neuhausen bei den Männern.

### Vereine
In Metzingen gibt es eine Reihe von Vereinen, darunter den Arbeitskreis Stadtgeschichte (AKS), den CVJM, die Pfadfinder (Teil der Christliche Pfadfinderschaft Deutschlands (1976)), eine Freiwillige Feuerwehr mit einer Jugendfeuerwehr und den 1837 gegründeten Liederkranz.
Seit 1955 besteht in Metzingen ein Verein der Kolpingsfamilie. Sie organisiert zweimal jährlich das Maultaschenessen, bei dem in Zusammenarbeit mit der DAHW Deutsche Lepra- und Tuberkulosehilfe Spenden für hilfsbedürftige und leprakranke Menschen in Brasilien gesammelt werden. Die Theatergruppe des Kolpingvereins führt einmal im Jahr ein Theaterstück in der St.-Bonifatius-Kirche auf.
Seit 1974 gibt es den Club Thing, ein Treffpunkt vieler Jugendlicher in einem der wenigen Veranstaltungshäuser im Ermstal. Jeden Freitag- und Samstagabend finden dort Partys, Konzerte und weitere Musikveranstaltungen statt.

## Wirtschaft und Infrastruktur
Metzingen liegt verkehrsgünstig am Fuße der Schwäbischen Alb. Die Stadt ist ein starker Wirtschaftsstandort mit über 10.000 Arbeitsplätzen bei rund 22.000 Einwohnern. Hauptzweige in der Industrie bilden der Maschinenbau und die Textilbranche, zunehmend auch der Bereich Feinmechanik und Elektronik. Ebenso wie die Storopack GmbH & Co. KG, einem Hersteller von Transport- und Schutzverpackungen.

### Outlet-Stores
Metzingen ist Sitz einiger Textilbetriebe, die hier jedoch meist nur noch ihre Design- und Verwaltungszentralen haben, da die tatsächliche Produktion außerhalb Deutschlands stattfindet. Das bekannteste Metzinger Unternehmen ist die Hugo Boss AG. In Metzingen gibt es über 90 Fabrikverkäufe, bei denen vorwiegend bestimmte Marken-Kleidungsstücke (z. B. Reebok, Pepe Jeans London, Adidas, S.Oliver, Esprit, Puma, Nike, Schiesser, Möve, Hugo Boss, Joop, Strenesse, Escada, Bally, Armani, Timberland, Dockers usw.) zu reduzierten Preisen verkauft werden. Daneben gibt es aber auch Outlet-Stores mit Ledermoden, Spielzeug und anderen Artikeln. Metzingen ist einer der größten Outlet- bzw. Fabrikverkaufsstandorte Deutschlands. Über 60 Geschäfte haben sich unter dem Begriff Outletcity Metzingen zusammengeschlossen und werden von der Outletcity AG (ehemalig Holy AG) verwaltet. Eugen Holy heiratete Gertrud Boss, die einzige Tochter von Hugo Ferdinand Boss. Mindestens weitere 30 Fabrik-, Werk- und Lagerverkäufe sind, ohne der Werbegemeinschaft anzugehören, ebenfalls präsent.
Laut FAZ gab es 2005 in Metzingen über 60.000 m² so genannte Fabrikverkäufe und 10.000 waren neu geplant.
2014 wurde auf dem G&V-Areal mit dem Neubau des Hugo Boss-Outlets begonnen. Das neue Outlet verfügt über 8000 m² Fläche. Im Jahr 2019 wurde mit dem „Hugo-Boss-Platz“ in dem neuen Outlet ein großflächiger Platz mit repräsentativen Ladengeschäften (darunter das neue der Firma HUGO BOSS), Gastronomie und Freiluftaktivitäten eingeweiht. Die alte Outletfläche mit 5000 m² wird in kleinere Läden aufgeteilt. Inzwischen sind die Enzian-Höfe auf dem Areal der ehemaligen Seifenfabrik Bazlen auf der Südseite der Erms gegenüber der Ulmer Straße nahezu fertiggestellt. Dort entstanden und entstehen neben kleinflächigen Outletgeschäften Mietwohnungen.

### Verkehr
Metzingen liegt an den drei Bundesstraßen B 28, B 312 und B 313. Die Autobahn A 8 ist weniger als 30 Autominuten entfernt, der Stuttgarter Flughafen ist rund 20 km entfernt. Wichtigster Verkehrsknotenpunkt für den Individualverkehr ist der Lindenplatz, der allerdings zu einer modernen Fußgängerzone für den Fabrikverkauf umgebaut wurde.

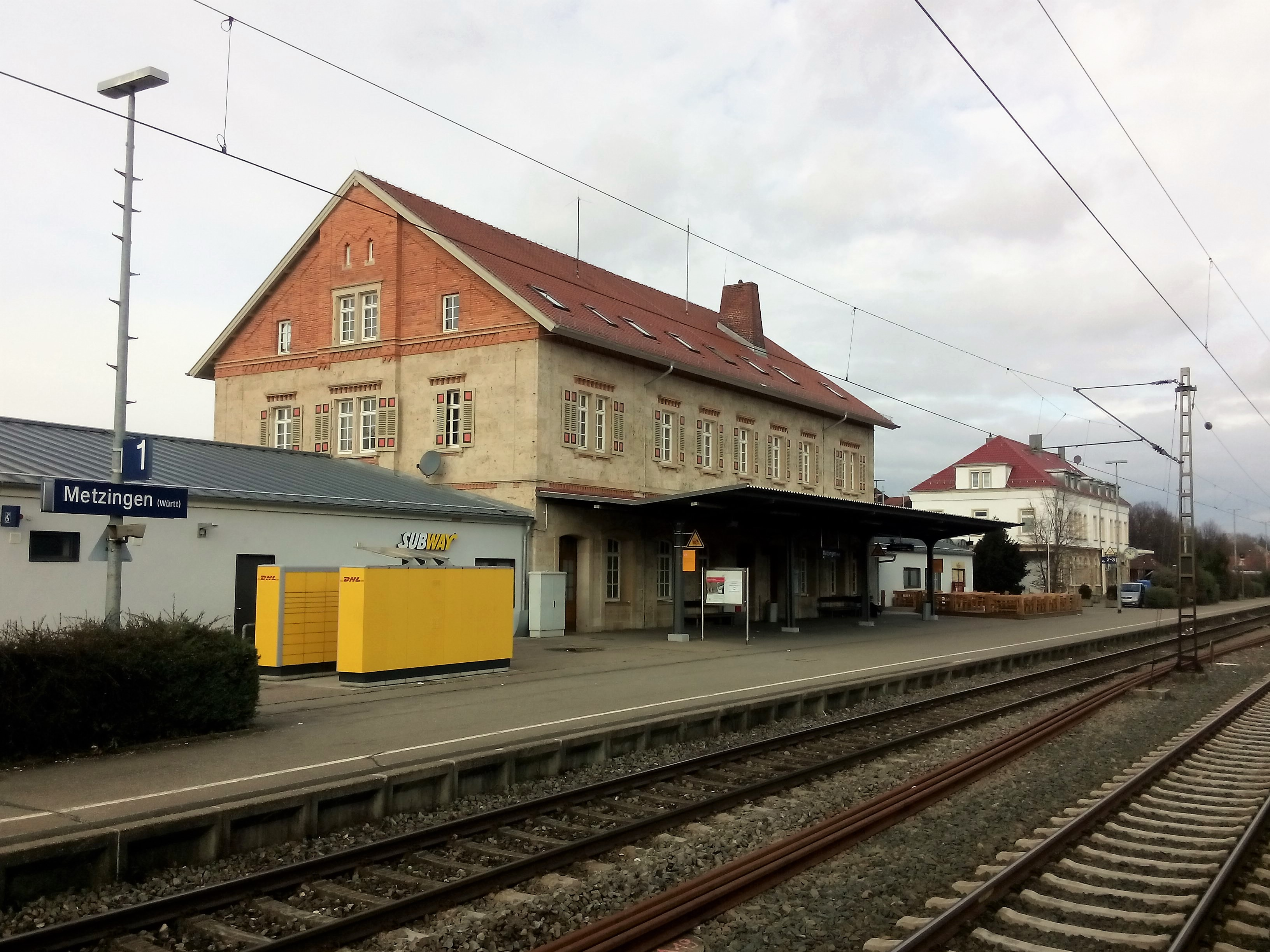
Bahnhof Metzingen (Februar 2018)

Der Bahnhof Metzingen liegt an der Bahnstrecke Plochingen–Immendingen und wird unter anderem von Zügen der Relation Stuttgart–Tübingen bedient. Hier zweigt außerdem die Ermstalbahn nach Bad Urach ab. Der Öffentliche Nahverkehr wird durch den Verkehrsverbund Neckar-Alb-Donau (NALDO) gewährleistet. Die Stadt befindet sich in der Wabe 219.
Im Ortsteil Glems befindet sich nahe dem Stauseehotel der Landeplatz „Bockwiese“ mit Flugzeughalle.
Einen zweiten Flugplatz gibt es auf der Albhochfläche, das Segelfluggelände Roßfeld.
Über Alltagsradrouten aus dem Radnetz Baden-Württemberg ist Metzingen
- mit Reutlingen und
- über Riederich, Bempflingen, Neckartenzlingen und Neckartailfingen
  - mit Nürtingen und
  - mit Filderstadt verbunden.

Ebenfalls durch den Ort verläuft der Württemberger Weinradweg, ein Radfernweg von Rottenburg am Neckar nach Niederstetten. Er verläuft dabei von Neckartenzlingen kommend nach Metzingen und weiter über Neuffen nach Nürtingen.

### Landwirtschaft, Forstwirtschaft

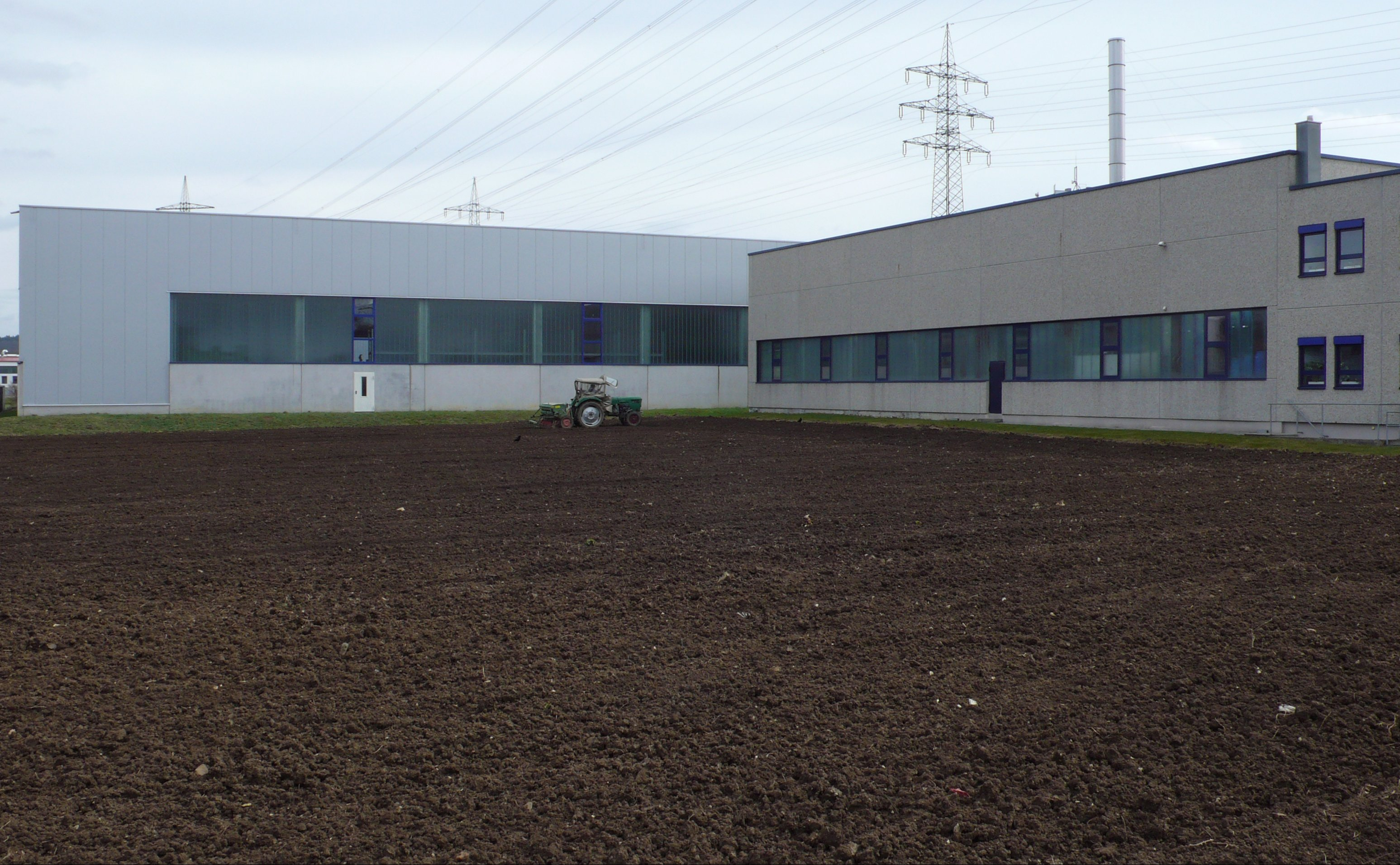
Landwirtschaft im Längenfeld bei Metzingen (2010)

Die Stadt ist ein bekannter Weinort im Weinbaugebiet Württemberg mit der Winzergenossenschaft Metzingen-Neuhausen. Die Weingärtnergenossenschaft Metzingen-Neuhausen hat einen 2700 m langen Rundweg angelegt, der mitten durch die Weinberge führt und zu einem Spaziergang einlädt. Die 17 Schautafeln enthalten Informationen über den Weinanbau, die Rebsorten und die Tradition des Weinbaus in Metzingen. Darüber hinaus enthält der Pfad auch nützliche Informationen über Land und Leute. Vom Weg aus hat der Besucher einen Ausblick über das Ermstal und den Albtrauf. Metzingen ist südlicher Endpunkt der Württemberger Weinstraße.
Ein stadteigener Obstbaubetrieb bewirtschaftet einen ansehnlichen Teil des landschaftsprägenden Streuobstbestandes.
Die Waldflächen auf Metzinger Gemarkung – weit überwiegend Laubwald – umfassen 1.700 ha; davon sind 870 ha in städtischem Besitz. Die Steilhang-Buchenmischwälder am Albtrauf, auf der Gemarkung des Ortsteils Glems gelegen, stellen dabei eine herausragende Besonderheit dar.

### Gastronomie
In Metzingen selbst gibt es mit dem Hotel-Restaurant Schwanen ein Viersterne-Hotel.

### Medien
In Metzingen erscheint die Tageszeitung Metzinger-Uracher Volksblatt / Der Ermstalbote, die ihren Mantel von der Südwest Presse aus Ulm bezieht. Ebenso erscheint eine Metzinger Ausgabe des Reutlinger General-Anzeigers, der Metzinger-Uracher General-Anzeiger.
Der regionale Fernsehsender RTF.1 berichtet ebenfalls über aktuelle Geschehen aus Metzingen und Umgebung.

### Öffentliche Einrichtungen
Metzingen hat ein Notariat und ein Rathaus. Im Rathaus werden teilweise vom Amtsgericht Bad Urach ausgelagerte Fälle verhandelt.

### Bildung
Metzingen hat ein Gymnasium (Dietrich-Bonhoeffer-Gymnasium), eine Realschule (Schönbein-Realschule), eine Förderschule (Seyboldschule), eine Grundschule (Sieben-Keltern-Schule, früher Hindenburgschule) und zwei Grund- und Hauptschulen (Neugreuthschule mit Grundschulförderklasse und Uhlandschule). Das Dietrich-Bonhoeffer-Gymnasium ist die einzige G9-Modellschule im Landkreis Reutlingen.
Der Landkreis Reutlingen ist Träger der Gewerblichen Schulen Metzingen. Die private Evangelische Berufsfachschule für Altenpflege rundet das Schulangebot Metzingens ab. Ferner gibt es noch eine Musikschule, die als eingetragener Verein organisiert ist.
Weitere Bildungseinrichtungen sind die fba, Familienbildungsarbeit Metzingen, und die Volkshochschule Metzingen.

## Persönlichkeiten

### Ehrenbürger
Die Stadt Metzingen hat folgenden Personen das Ehrenbürgerrecht verliehen:
- 1893: Karl Beck, Stadtpfarrer
- 1908: Christian Völter, Kommerzienrat
- 1910: Friedrich Caspar, Stadtschultheiß
- 1934: Wilhelm Carl, Bürgermeister
- 1955: Hermann Bräuchle (1877–1965), Lederfabrikant, Gemeinderat
- 1955: Julius Wizemann, Fabrikant
- 1970: Otto Schmid, Gemeinderat und Gerbereibesitzer
- 1973: Hans Speidel (1897–1984), General
- 1976: Heinrich Schmid, Werkzeugmacher, Gemeinderat
- 1981: Pierre Dubois, Bürgermeister von Noyon
- 1981: Joseph Duchemin, Vorsitzender des Partnerschaftskomitees Noyon
- 1983: Eduard Kahl, Bürgermeister
- 2002: Monique Silvert, Vorsitzende des Partnerschaftskomitees Noyon
- 2004: János Fodor, Bürgermeister von Nagykálló
- 2004: Heinz Kipper, Gemeinderat, AWO-Vorsitzender
- 2005: Eva Maria Weiblen[29], Mitbegründerin des Förderkreises Metzinger Keltern
- 2008: Horst Laubner, Theaterregisseur, Vorsitzender des Veranstaltungsrings
- 2010: Frieder Gaenslen, Unternehmer, Gemeinderat
- 2014: Sibylle Küßner, Gemeinderätin
- 2017: Dieter Feucht, Erster Bürgermeister i. R., ehemaliger Vorsitzender des Ev. Gesamtkirchengemeinderats, des Schwäbischen Albvereins Metzingen, des TV Neuhausen

### Söhne und Töchter der Stadt
- Philipp Jakob Völter (1757–1840), Knabenschulmeister, Musikdirektor, Volksschulpädagoge und Schriftsteller
- Christian Friedrich Schönbein (1799–1868), Entdecker des Ozons und Erfinder der Nitrozellulose
- Philipp Auer (1831–1912), Lindenwirt, Gemeinderat und Landtagsabgeordneter
- Karl Rath (1833–1903), württembergischer Landtagsabgeordneter
- Reinhold Bräuchle (1861–1932), Landtagsabgeordneter
- Albert Fischer (1883–1952), Abgeordneter des Landtags des Volksstaats Württemberg
- Friedrich Münzinger (1884–1962), Kraftwerksbauer
- Hugo Ferdinand Boss (1885–1948), legte mit seiner Schneiderei den Grundstein für den Bekleidungshersteller Hugo Boss AG
- Hugo Lausterer (1890–unbekannt), SS-Scharführer und Kommandoführer
- Wilhelm Speidel (1895–1970), General der Luftwaffe im Zweiten Weltkrieg
- Hans Speidel (1897–1984), General und von 1957 bis 1963 Oberbefehlshaber der alliierten Landstreitkräfte in Mitteleuropa
- Konrad Hummel (1923–2014), Professor für Blutgruppenserologie an der Universität Freiburg im Breisgau
- Hugo Restle (1928–2011), Volkswirt und Vorstandssprecher der Agrippina Versicherungs AG
- Marianne Koch (1930–2020), Pädagogin, Pfarrerin und Dekanin
- Doris Oswald (1936–2020), Autorin, Humoristin und schwäbische Mundart-Dichterin
- Rosemarie Bauer (* 1936), Kunstmalerin, Grafikerin, Autorin und schwäbische Mundart-Dichterin
- Klaus Kinkel (1936–2019), Politiker (FDP), Jurist, Präsident des Bundesnachrichtendienstes,  Justizminister, Außenminister und Vizekanzler von Deutschland
- Wolfgang Straßer (1941–2015), Informatiker
- Friedrich Volz (1944–1988), Politiker (CDU), Landtagsabgeordneter
- Wolfgang Laib (* 1950), Künstler
- Reinhard Febel (* 1952), Komponist
- Eberhard Fritz (* 1957), Historiker und Archivar
- Thomas Reusch-Frey (* 1959), Politiker, Landtagsabgeordneter
- Ulrike Bail (* 1960), evangelische Theologin und Schriftstellerin
- Peter Kienle (* 1960), Fusion- und Jazzmusiker
- Jochen Mannhart (* 1960), Physiker
- Andreas Schmauder (* 1966), Historiker und Archivar
- Michael Donth (* 1967), Politiker (CDU), Bundestagsabgeordneter
- Barbara Wurster (* 1970), Schauspielerin
- Franziska Brauße (* 1998), Radsportlerin

### Persönlichkeiten, die in der Stadt wirken oder gewirkt haben
- Michael Herr (1591–1661), Kunstmaler
- Daniel Völter (1814–1865), Pädagoge
- Friedrich Sprandel (1883–1972), Kunstmaler
- Laura Siegemund (* 1988), Tennisspielerin